# Couronne d'Henri IV
La couronne d'Henri IV est un ancien insigne royal, créé en 1594, faisant partie des regalia du royaume de France qui fut détruite en 1793, à la Révolution française. Elle désigne en réalité deux couronnes d'apparence similaire.

## Histoire
La couronne d'Henri IV est une couronne de sacre qui fut spécialement créée pour le sacre d'Henri IV.
En effet, les ligueurs occupant les villes de Reims et de Paris et détenant le trésor de Saint-Denis, il n'était pas possible pour Henri IV d'utiliser la couronne de saint Louis ou la couronne de Charlemagne, celles-ci étant entre les mains de ses adversaires. Henri IV dut se faire sacrer à Chartres par l'évêque de la ville, Nicolas le Thou, le 27 février 1594 (il est l'un des trois rois de France sacrés ailleurs qu'à Reims et Paris). Pour cette occasion, le roi fut oint d'une huile sainte venue de Marmoutier et furent fabriqués de nouveaux habits royaux, deux couronnes (l'une d'or, l'autre de vermeil), un sceptre et une main de justice (que le roi donnera plus tard à l'abbaye de Saint-Denis).
Cette couronne réalisée pour le sacre d'Henri IV à Chartres était à 12 demi-arches ornées de feuilles, avec 6 fleurs de lys et 6 feuilles de persil ; 6 émaux rouges et 6 émaux bleus, imitant rubis et saphirs, étaient séparés par des boules d'émail blanc imitant des perles.
À noter qu'il existait une deuxième couronne d'Henri IV : elle était identique à la première, mais faite en vermeil et non plus en or, et sans les arches partant des fleurs de lys et de fleurs de persil. Plus légère, elle fut utilisée lors du banquet suivant le sacre. Les deux couronnes furent fondues en 1793.